# Abdelhamid Arroussi
Pour les articles homonymes, voir Arroussi.
Abdelhamid Arroussi ou Abdelhamid Aroussi, né en mars 1947 à Msila, et mort le 4 ou 5 juillet 2014 à Alger, est un artiste peintre et galeriste.

## Biographie
Né en mars 1947 Msila, Abdelhamid Arroussi a commencé ses études secondaires à Constantine puis a intégré plus tard l’école des beaux-arts de Paris. Il est l'auteur de plusieurs fresques à Alger et Msila. À partir des années 1970, il a plusieurs fois exposé ses œuvres en Algérie et à l’étranger. En 1993, il a exercé la fonction de président de l’Union nationale des arts culturels (UNAC). En fin de carrière, il a dirigé la galerie d’art Racim située dans le centre d'Alger. Il a participé à plusieurs rencontres et événements nationaux et internationaux dans le domaine des arts plastiques. Décédé dans la nuit du 4 et 5 juillet 2014 à l'âge de 67 ans, il est inhumé le 5 juillet 2014 après-midi au cimetière d’El Alia à Alger.